# Liste bedeutsamer Schiffsabfahrten und -ankünfte in Bremerhaven
Die Schiffsabfahrten und -ankünfte in Bremerhaven hatten und haben für Bremerhaven als Seestadt immer eine große Bedeutung. Bei bedeutsamen Ereignissen fanden sich oftmals tausende Schaulustige ein.

## Hafenbau
Zusammenfassender Überblick:

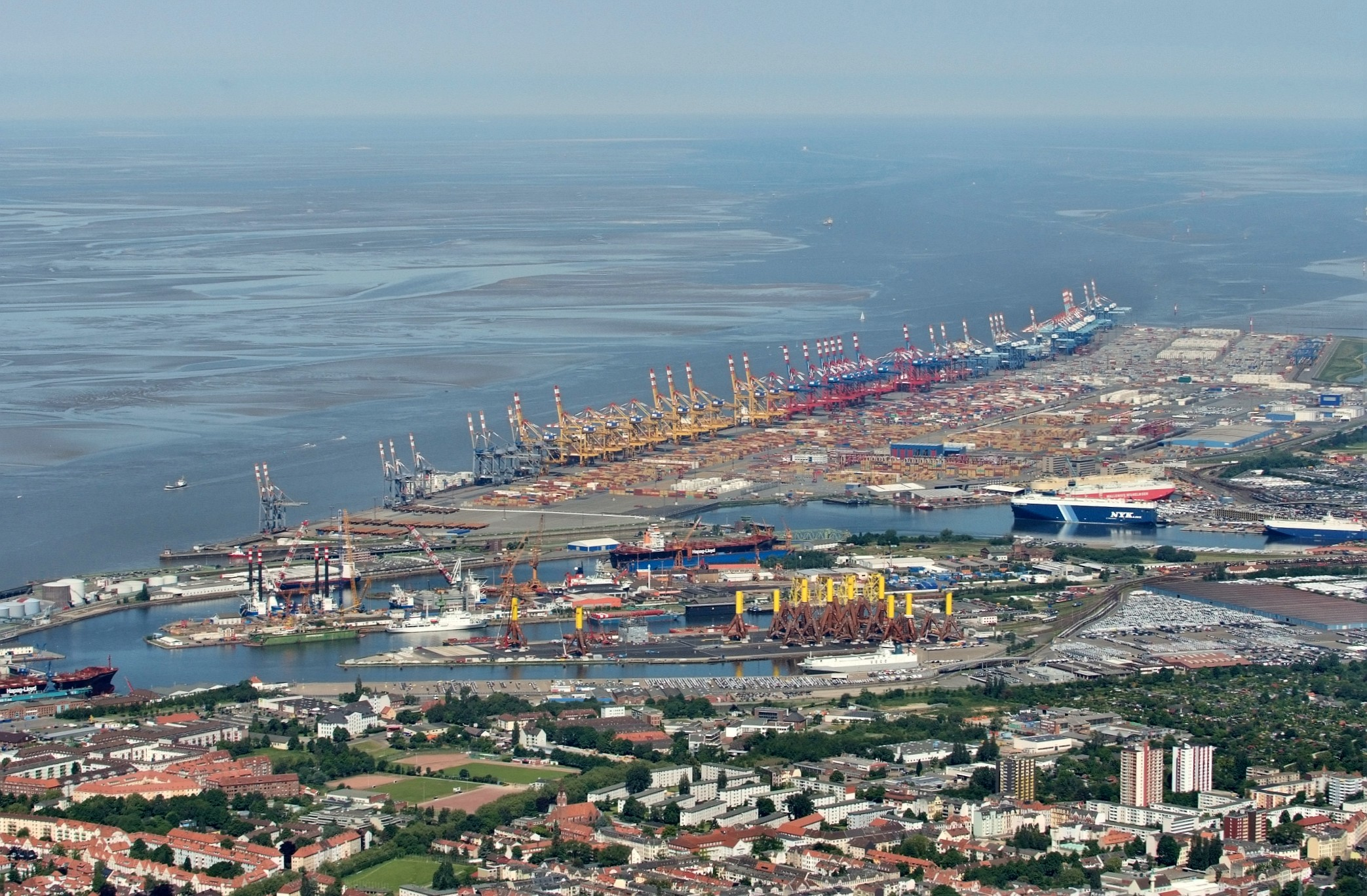
Vorne: Kaiserhäfen, Mitte: Nordhafen, hinten: Containerkaje

1827 gründete Bremen den Hafenort Bremerhaven. Es wurde bis 1830 der Alte Hafen, von 1847 bis 1852 der Neue Hafen, 1876 bis 1879 der Kaiserhafen I, dann die Kaiserschleuse (1897), die Kaiserhäfen II (1907) und III (1909), von 1925 bis 1927 der Columbuskaje, von 1928 bis 1931 die Nordschleuse mit Wendebecken, von 1961 bis 1964 der Erzhafen und von 1968 bis 2008 der Container-Terminal Bremerhaven angelegt. (→ Siehe auch Hafengruppe Bremen/Bremerhaven)
1845 gründete das Königreich Hannover im Süden Bremerhavens die Siedlung Geestemünde und legte stufenweise bis 1874 einen Hafen als Konkurrenz zu Bremerhaven an. (→ Siehe Geestemünde#Geschichte)
Von 1891 bis 1896 entstand zudem der Fischereihafen I und von 1921 bis 1925 der Fischereihafen II in Geestemünde. (→ Siehe Fischereihafen (Bremerhaven))

## Liste der Abfahrten und Ankünfte
Besonders bedeutsam waren in der Geschichte Bremerhavens:

### 1827 bis 1945

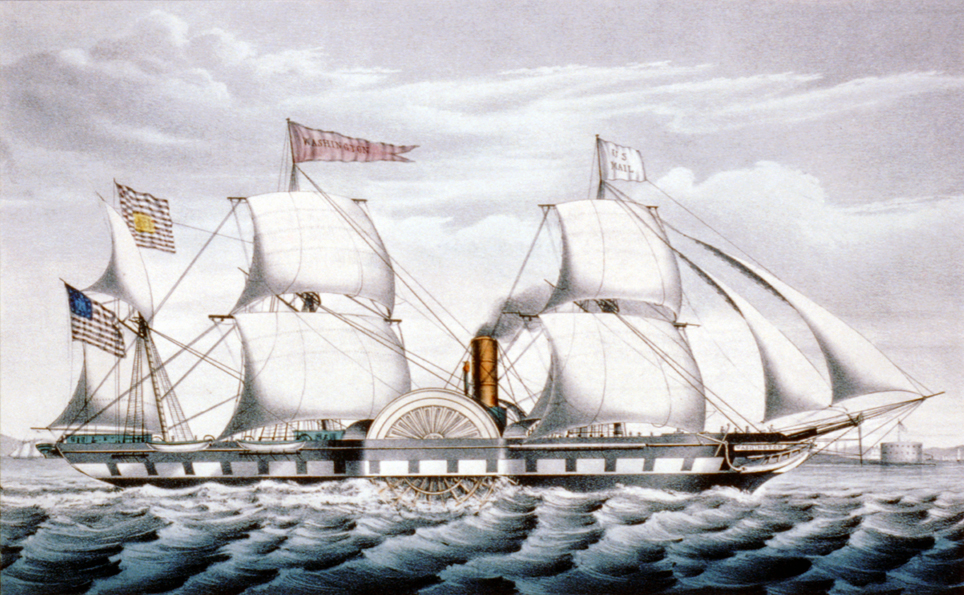
1847: Washington

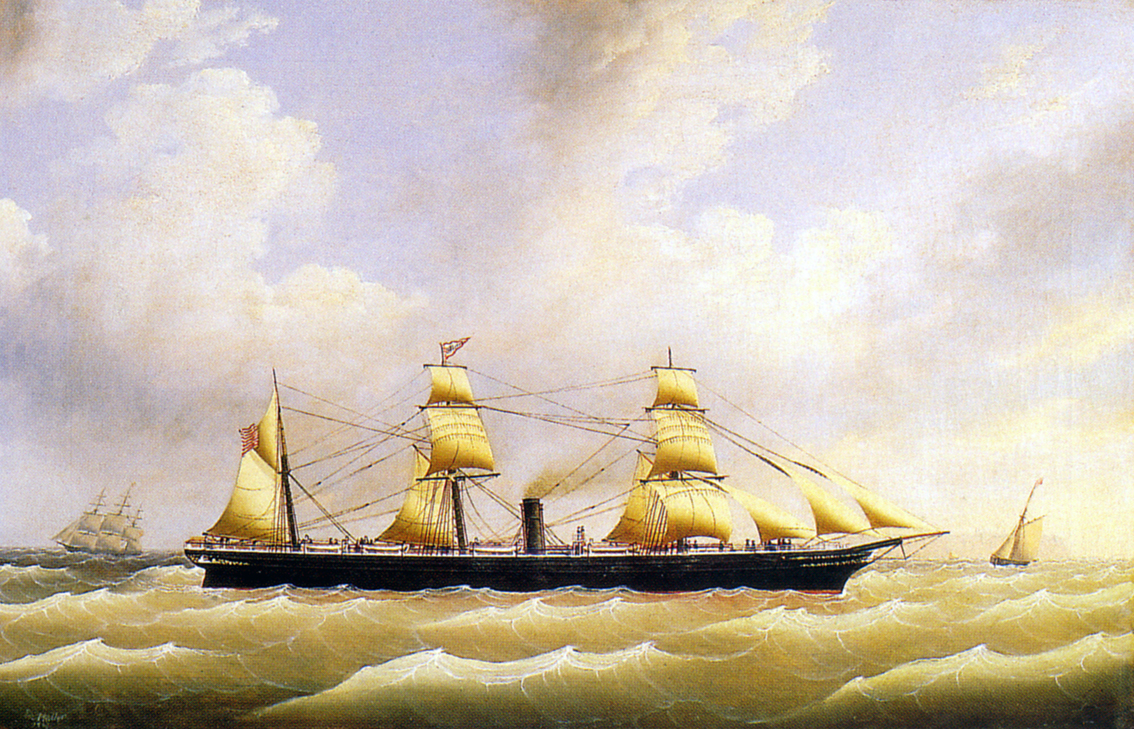
1858: Bremen

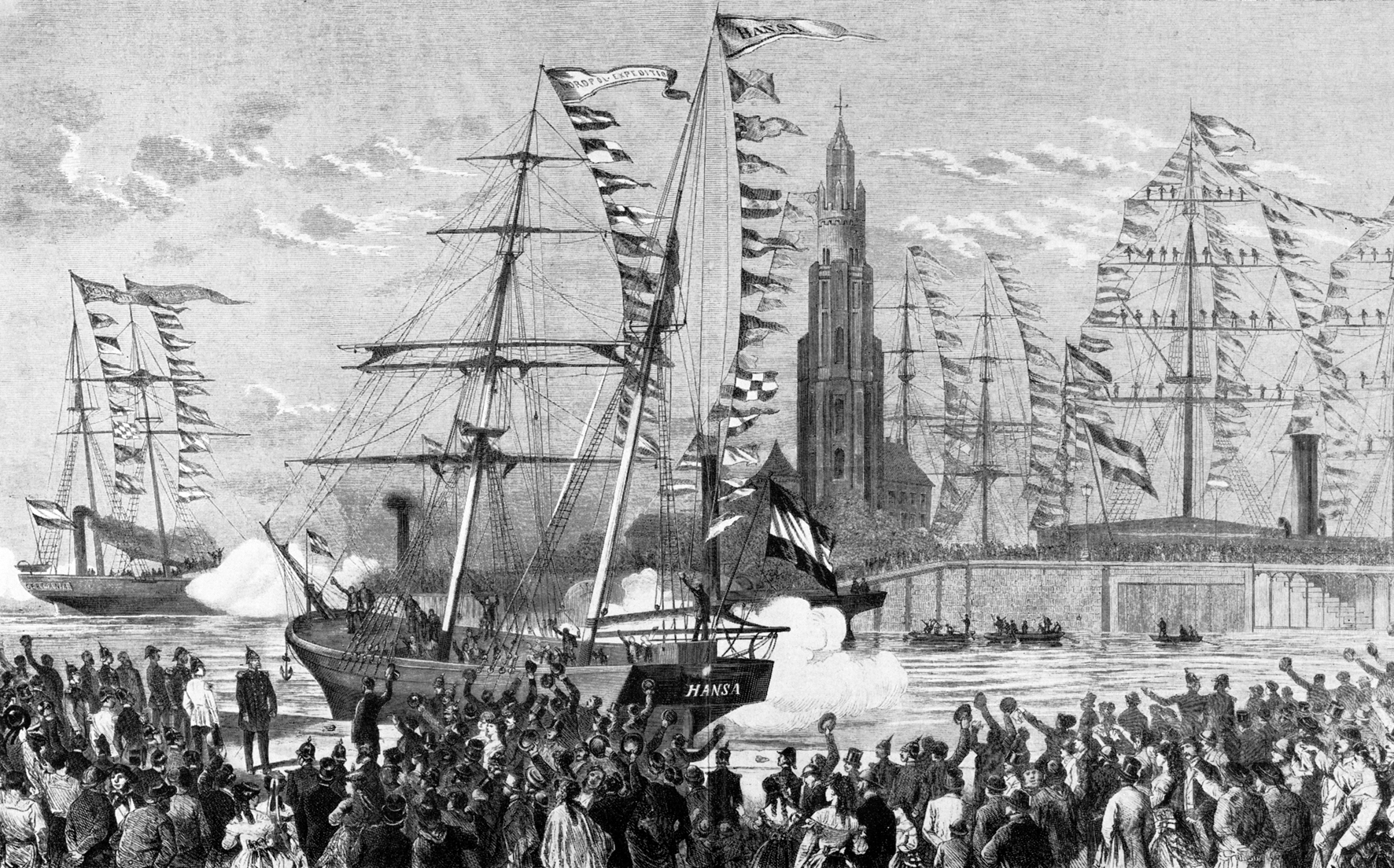
1869: Abfahrt der Schiffe Germania und Hansa zur Zweiten Deutschen Nordpolar-Expedition

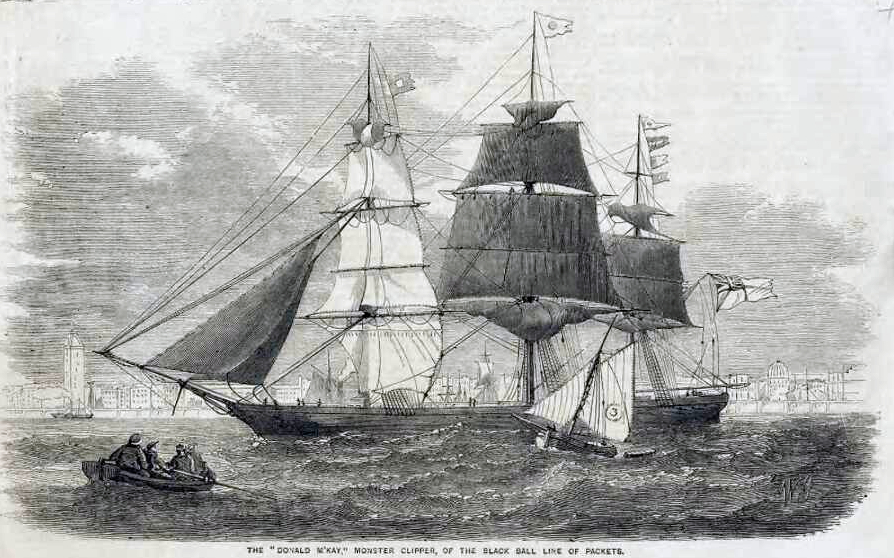
1880: Klipper Donald McKay

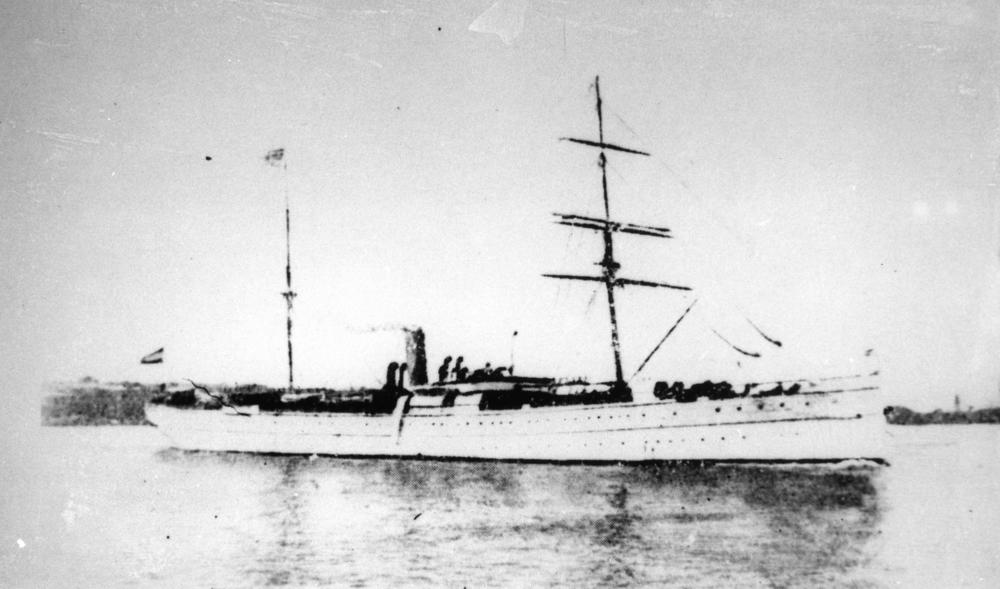
1886: Die Salier, der erste Reichspostdampfer nach Australien

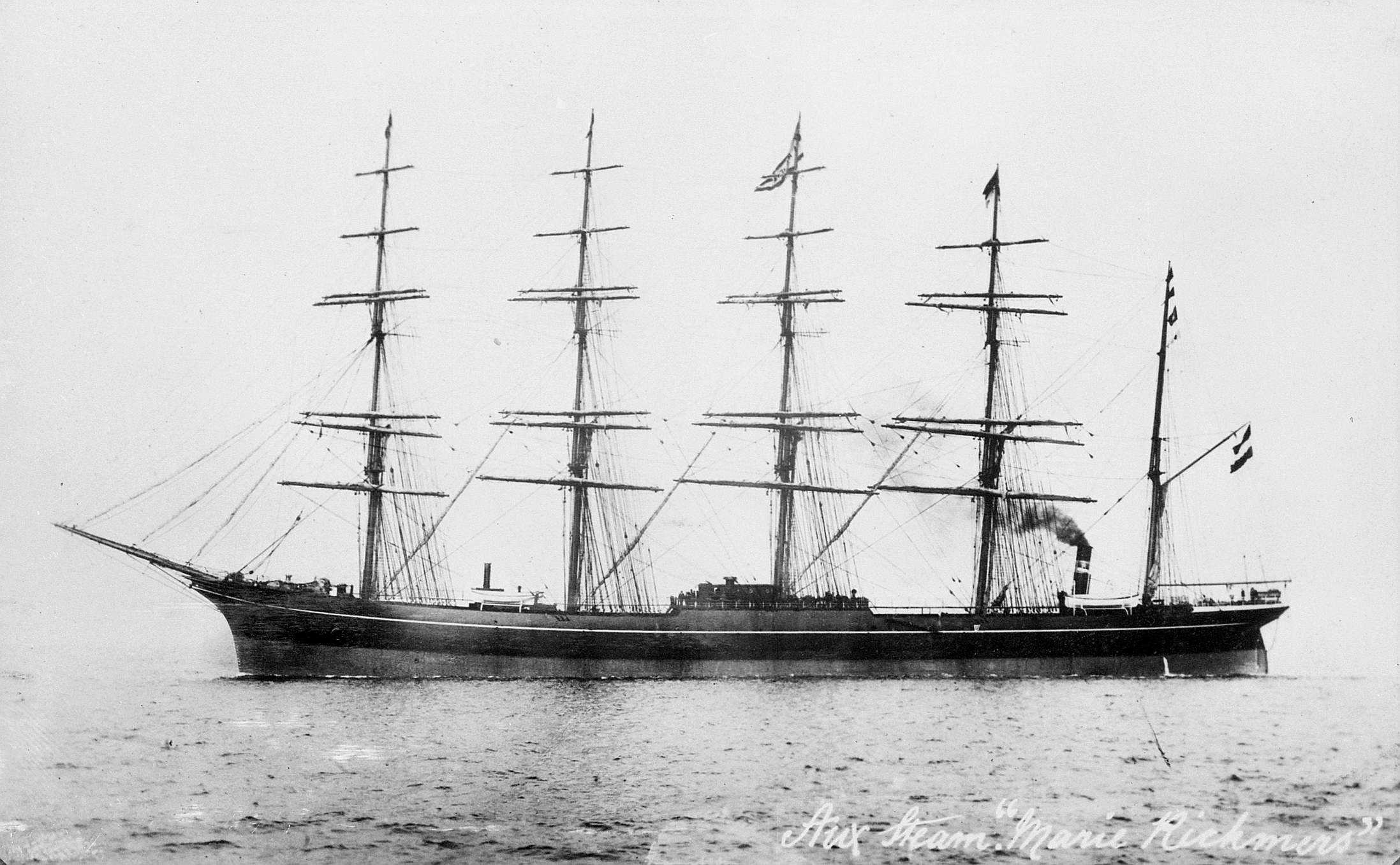
1891: Fünfmastbark Maria Rickmers

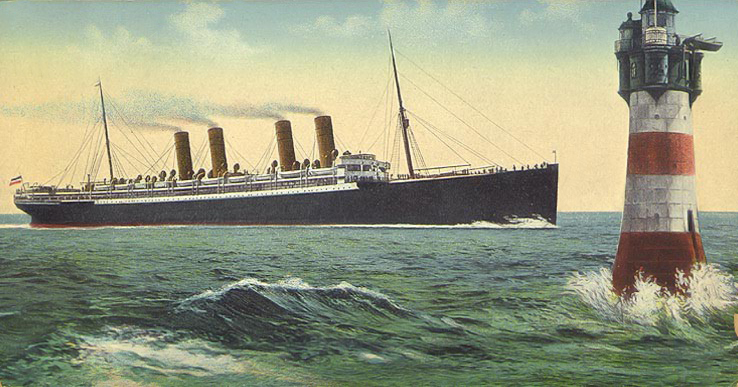
1902: Kronprinz Wilhelm am Leuchtturm Roter Sand

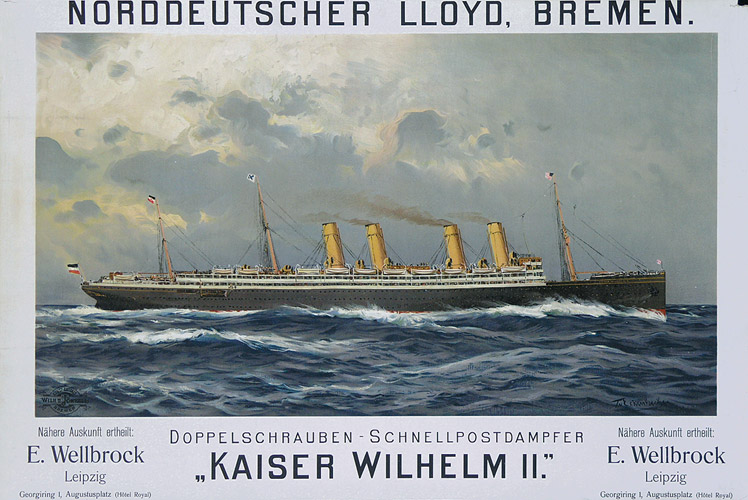
1904: Kaiser Wilhelm II.

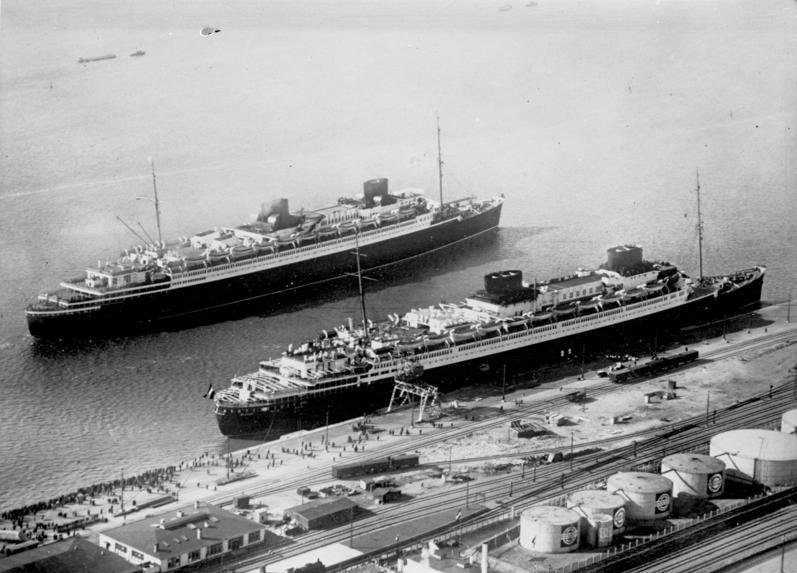
März 1930: Die Europa an der Pier, das Schwesterschiff Bremen dahinter

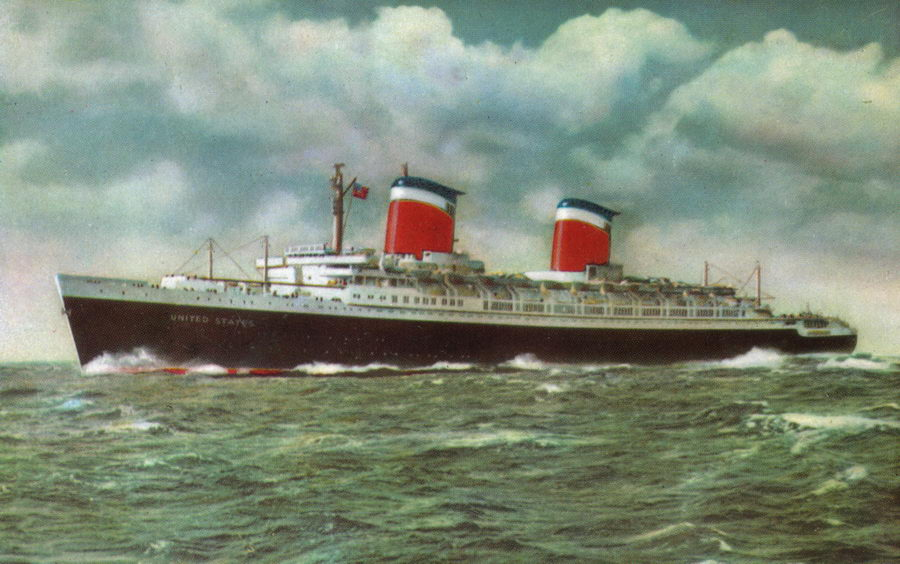
Die United Staates erhielt 1953 das Blaue Band

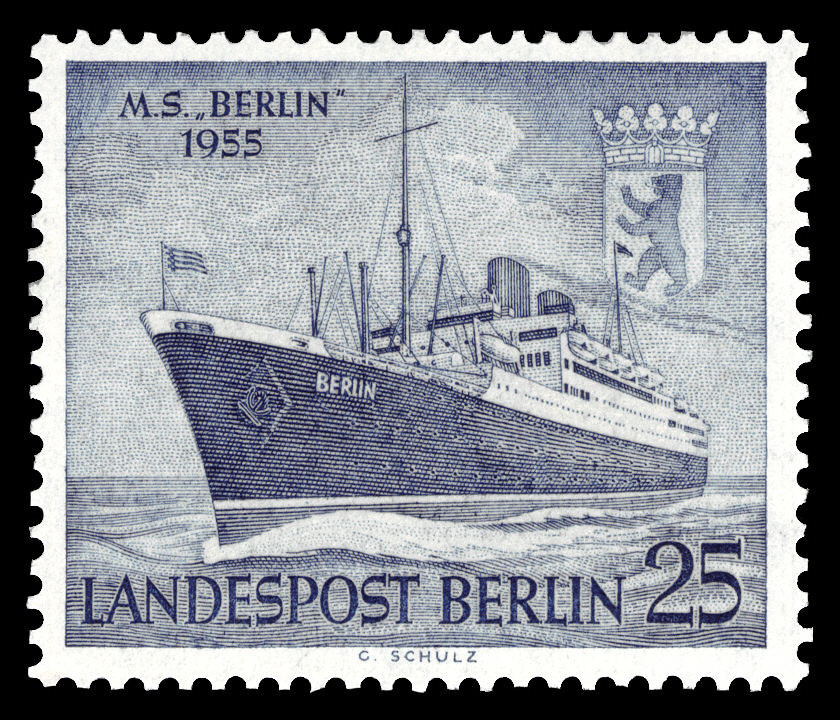
1955: Briefmarke von der Berlin, ex Gripsholm

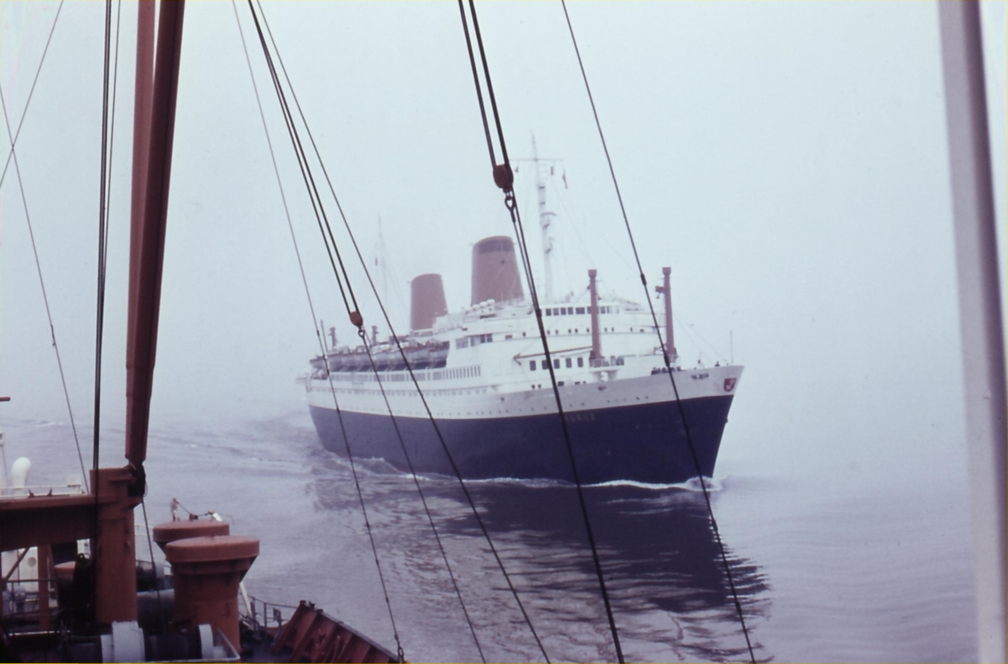
1966: Europa III auf der Weser

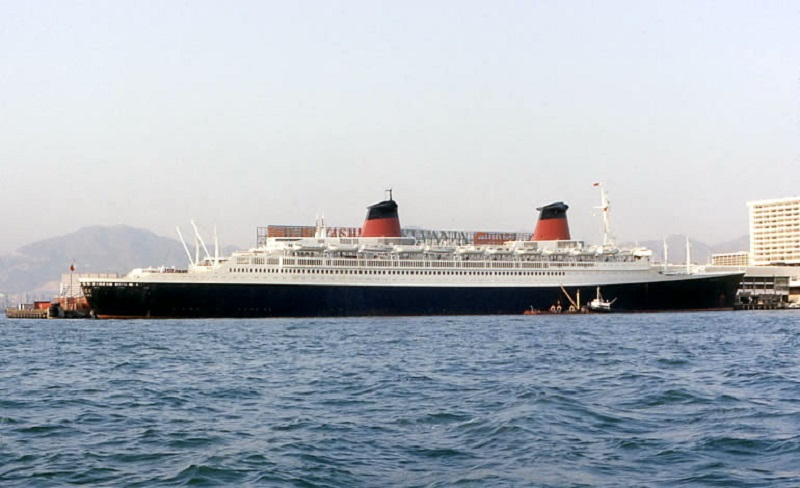
1974: France in Hong Kong

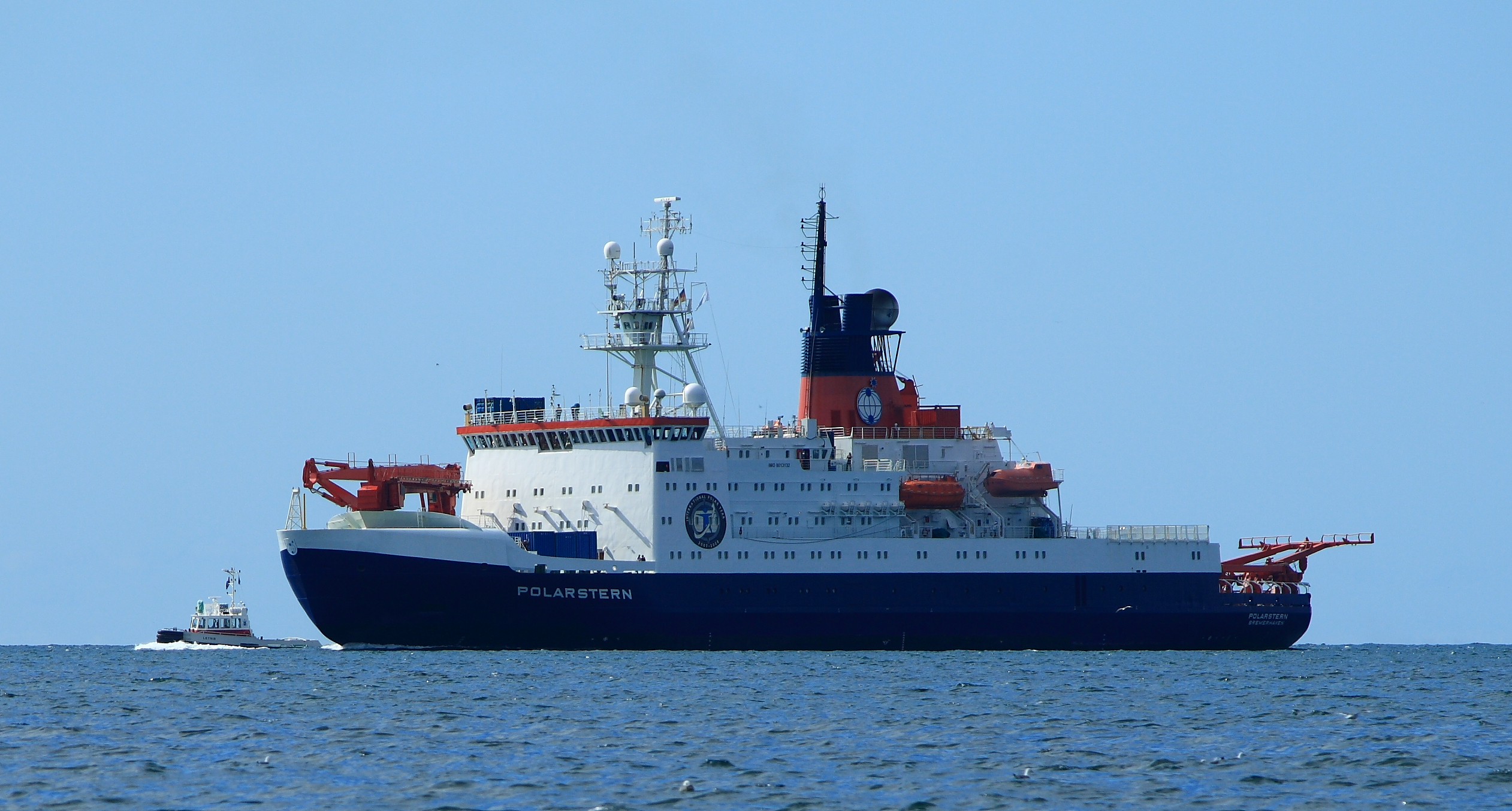
1982: Die Polarstern geht auf Jungfernreise

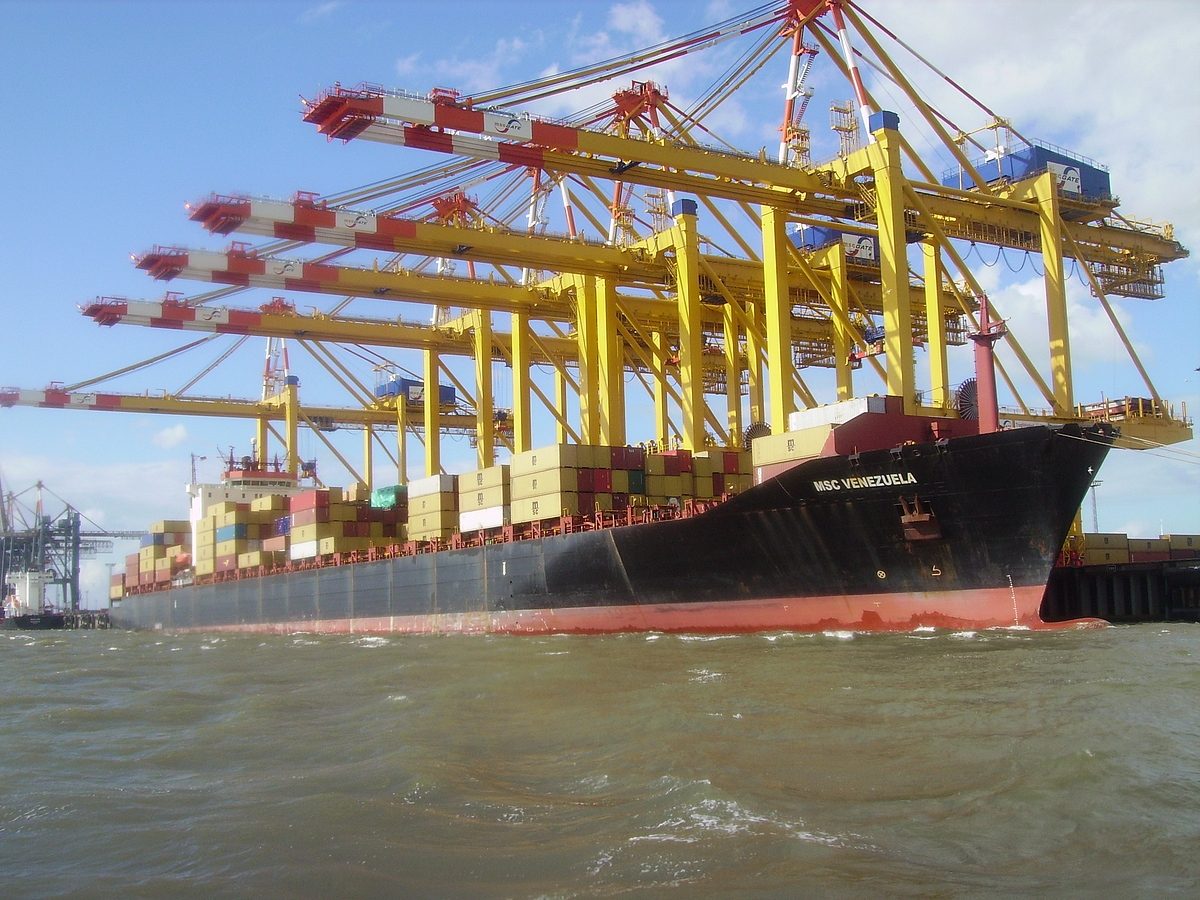
Containerschiff MSC Venezuela am Container-Terminal

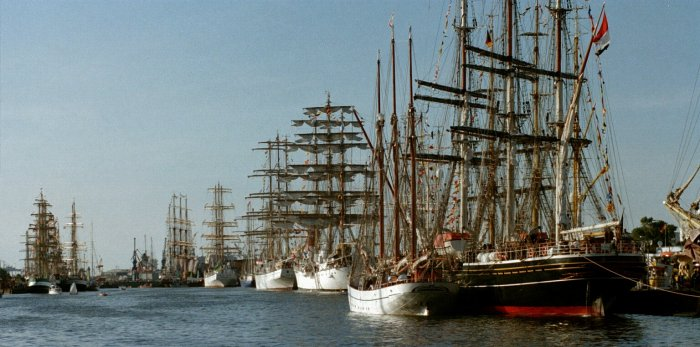
Sail 2000: Windjammertreffen

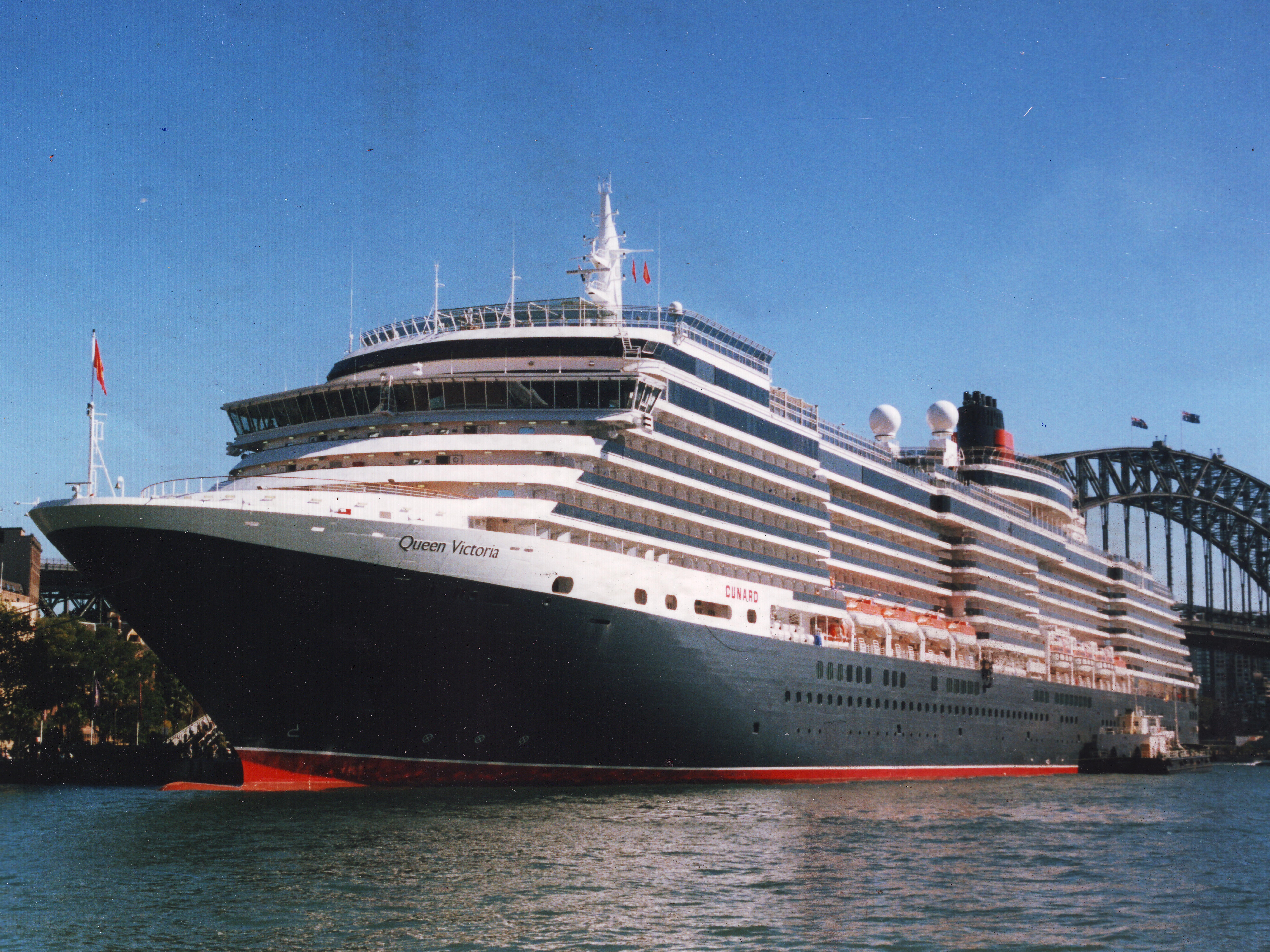
2009: Queen Victoria

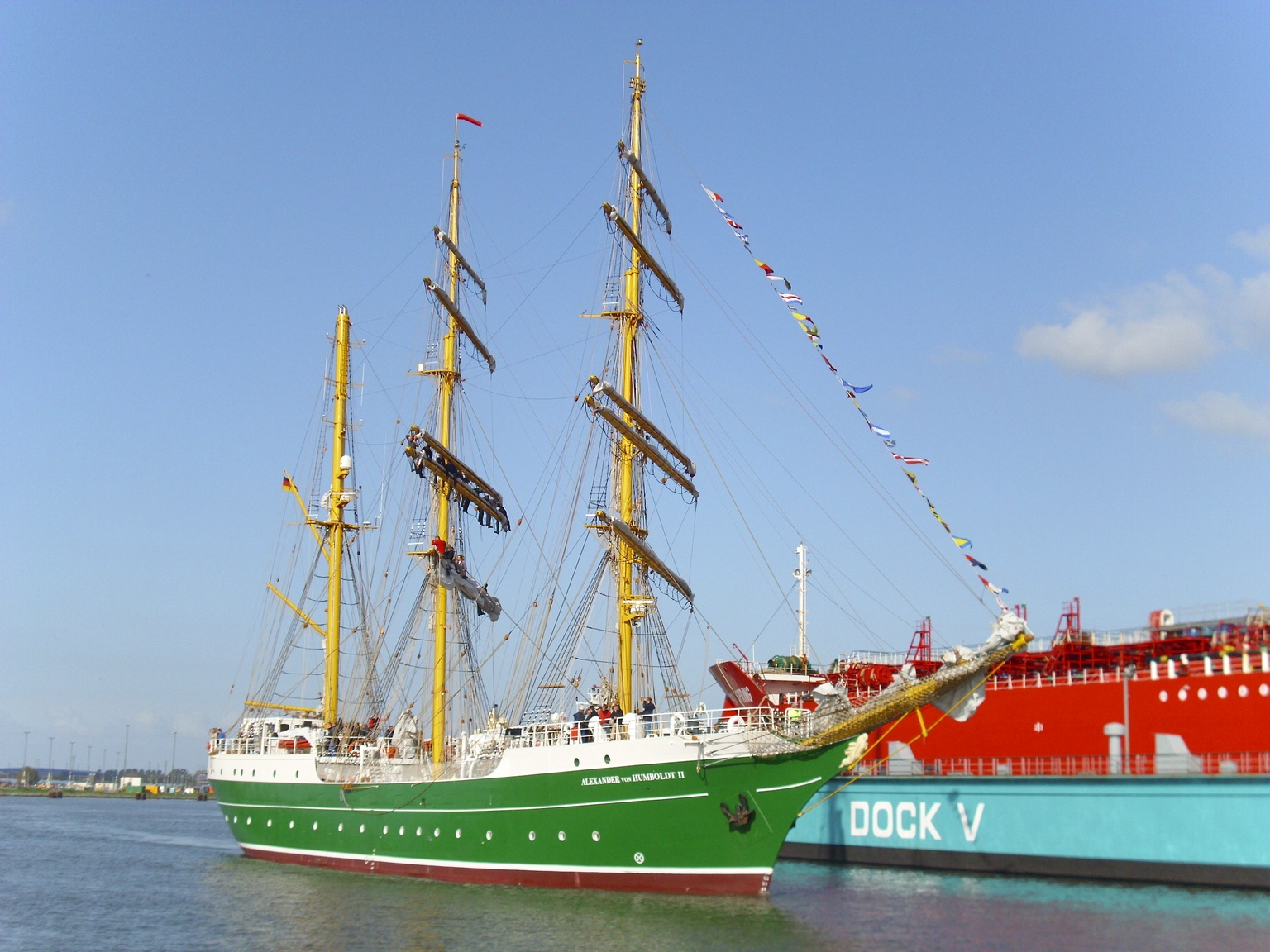
2011: Alexander von Humboldt II

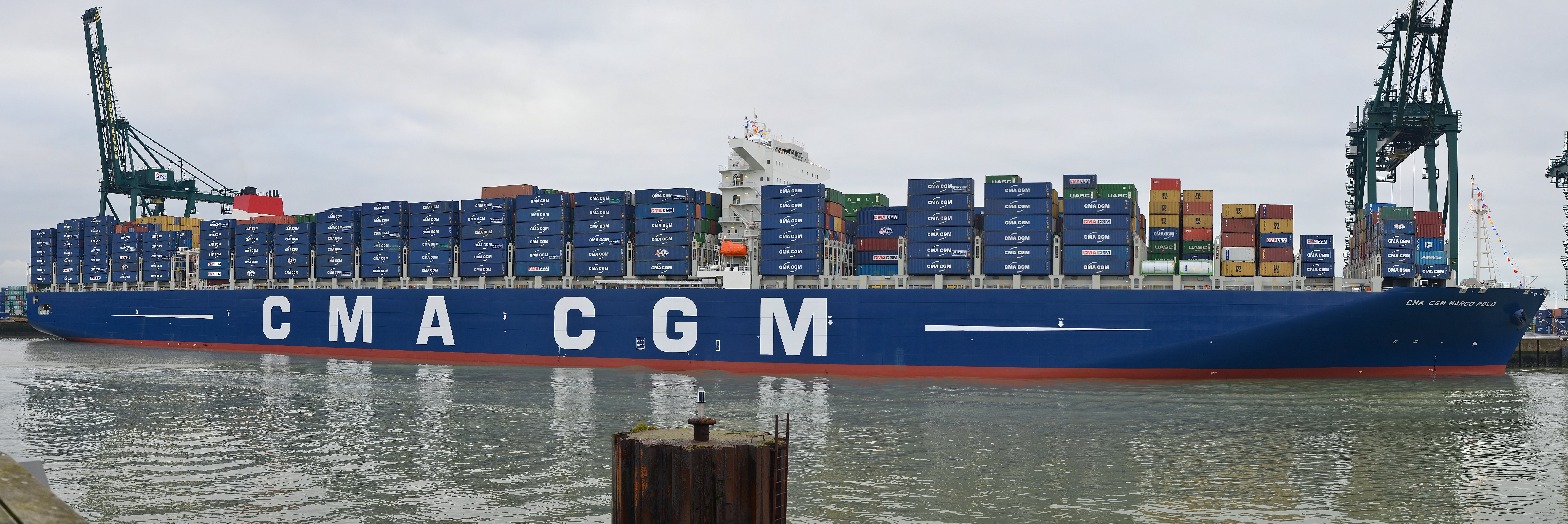
2012: Das Containerschiff CMA CGM Marco Polo

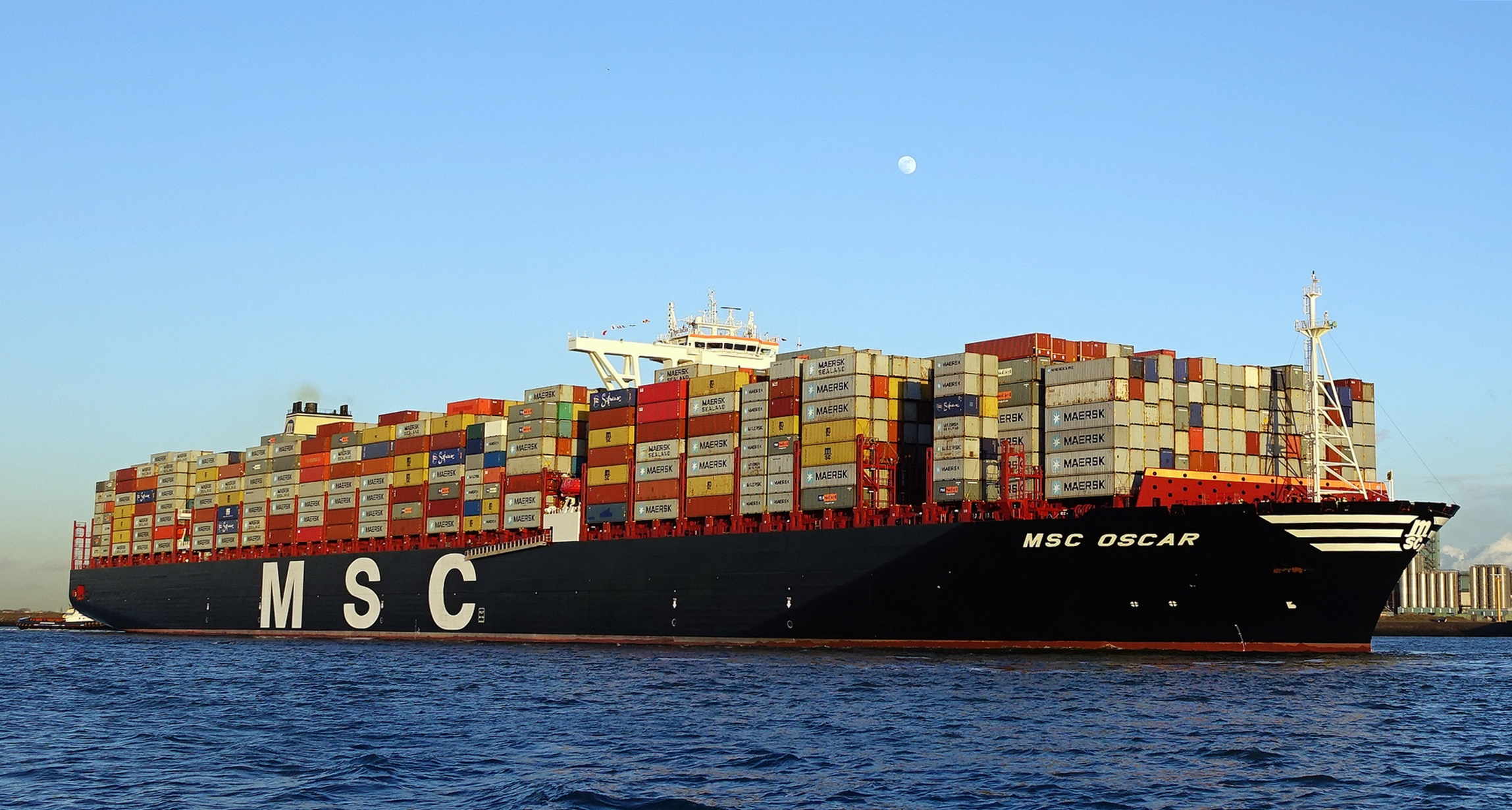
2015: Das weltgrößte Containerschiff MSC Oscar

- 1827, am 26. April, lief die schwedische Schaluppe Lyk good Hab als erstes Schiff nach Unterzeichnung des Staatsvertrages den Geestehafen von Bremer-Haven an.
- 1827 bis 1833 verkehrt der Raddampfer Die Weser – das erste von einem deutschen Schiffbauer gebaute und einem deutschen Reeder betriebene Dampfschiff – regelmäßig zwischen Bremen, Vegesack und Bremerhaven.
- 1830, am 12. September, segelte der amerikanische Schoner Draper unter Kapitän Hillert als erstes Schiff den Vorhafen an. Damit wurde der Hafenbetrieb in Bremerhaven offiziell eröffnet. 1830 liefen dann weitere 18 Schiffe, davon 12 aus Bremen, den Hafen an.
- 1837, am 1. Juli, begann der Seebäderverkehr mit dem Dampfschiff William IV nach Norderney und Helgoland.
- 1840 machten die ersten Fischereifahrzeuge an der Kaje an der Geeste in Geestemünde fest.
- 1847, am 19. Juni, legte der 1800 BRT große Raddampfer Washington, ein Dampfer für 182 Passagiere der Ocean Steam Navigation Company, im Alten Hafen an. Damit begann der Passagierverkehr zwischen Bremerhaven und den Vereinigten Staaten.
- 1849 bis 1852/53 lag die erste deutsche Kriegsflotte unter Admiral Brommy in Bremerhaven. 1851 erfolgte die erste Durchfahrt vom Alten zum Neuen Hafen durch die Kriegsflotte. Die Schiffe wurden hier 1853 versteigert.[10]
- 1853 verließen 70.000 und 1854 76.875 Auswanderer Europa über den nunmehr größten Auswandererhafen des Kontinents.[11]
- 1857, am 12. Juli, verließ die Washington zum letzten Mal Bremerhaven.
- 1858, am 19. Juni, begann mit dem 2674 BRT großen Dampfschiff Bremen I und der New York des Norddeutschen Lloyds (NDL) der regelmäßige Liniendienst nach New York.[12]
- 1868, am 1. März, begann der Lloyd mit einer Linie nach Baltimore.
- 1869, am 15. Juni, legten die beiden Schiffe Germania und Hansa zur Zweiten Deutschen Nordpolar-Expedition ab.
- 1870, am 12. September, kehrt die Germania wieder zurück.
- 1875, am 1. März, eröffnete der Lloyddampfer Hohenzollern die Linie nach Brasilien und La Plata.
- 1880 erreichte das einstmals zweitgrößte  Vollschiff, der Klipper Donald McKay unter Kapitän Ihlder Bremerhaven.
- 1881, am 26. Juni, nahm der 4511 BRT große Lloyddampfer Elbe den Schnelldampferverkehr nach New York in acht Tagen auf.
- 1885, am 7. Februar, trat der erste deutsche Fischdampfer, die Sagitta des Reeders Friedrich Busse, seine Jungfernfahrt an.
- 1885, am 14. September, fuhr der erste überseeische Tanksegler der Welt, die Andromeda vom Pionier der Tankschifffahrt Wilhelm Anton Riedemann, vom Geestemünder Petroleumhafen nach New York.
- 1886, am 13. Juli, wurde der erste Tanker mit Dampfmaschine, die Glückauf von Riedemann, von Geestemünde in die USA gesandt.
- 1886, am 30. Juni, fuhr der erste Reichspostdampfer, die 3.158 BRT große Oder vom NDL, von Bremerhaven nach Ostasien (China). Der NDL führte diese Linie seit 1886 für das Deutsche Reich durch.
- 1886, am 14. Juli, eröffnete dann die 3.084 BRT große Salier vom NDL die Reichspostdampferlinie nach Australien.
- 1887 trat der erste Fischdampfer des Fischmarktes Bremerhaven, die Vigilant, seine Fangreise vom Alten Hafen aus an.
- 1891, am 24. März, beförderte die von Generalpostmeister Heinrich von Stephan gegründete Deutsch-Amerikanische Seepost mit dem Lloydschnelldampfer Havel Post von Bremerhaven in die USA.
- 1892, Anfang März, lief die 3.822 BRT große Fünfmastbark Maria Rickmers von Geestemünde zu ihrer ersten und auch letzten Reise aus, denn sie sank bei dieser Reise.
- 1894 liefen 1045 Seeschiffe mit 352.977 BRT den Hafen von Geestemünde an.
- 1896, am 11. November, startete der 10.531 BRT große Reichspostdampfer Friedrich der Große bei seiner Jungfernreise via Sues nach Sydney seinen Australiendienst.
- 1897 gewann der 14.350 BRT große Schnelldampfer Kaiser Wilhelm der Große des NDL als größtes Schiff der Welt das Blaue Band für die schnellste Atlantiküberquerung in 5 Tagen, 22 Stunden und 30 Minuten bei 22,35 Knoten (≈ 41 km/h) Geschwindigkeit.
- 1900, am 30. Juni, verabschiedete Kaiser Wilhelm II. das Schiff Kaiser Wilhelm II des NDL mit Truppen nach China, um den Boxeraufstand niederzuschlagen. Er hielt dabei seine berüchtigte Hunnenrede.[13]
- 1902 verließ der Vierschornstein-Schnelldampfer Kronprinz Wilhelm des NDL Bremerhaven und gewann das Blaue Band auf der West-Passage von Bremerhaven/Kaiserhafen nach New York/Hoboken.
- Der NDL stellte vier Vierschornsteiner in Dienst:  1897 Kaiser Wilhelm der Große, 1901 Kronprinz Wilhelm, 1903 Kaiser Wilhelm II, 1907 Kronprinzessin Cecilie; sowie 1898 den Dreischornsteiner Kaiser Friedrich.
- 1902, am 1. November, wurden der erste „Bananendampfer“ in Bremerhaven gelöscht.[14]
- 1902 lief das erste Fischereiforschungsschiff, die Poseidon, von Geestemünde aus.
- 1904 gewann auch das Schiff Kaiser Wilhelm II. des NDL das Blaue Band mit 23,58 kn für die Ostquerung USA–Bremerhaven.
- 1907, am 6. August, erfolgte die erste Reise des 19.503 BRT großen Lloydschnelldampfers Kronprinzessin Cecilie nach New York.
- 1911, am 4. Mai, verließ der Dreimaster Deutschland Bremerhaven zur Zweiten Deutschen Antarktisexpedition unter Leitung des Forschers Wilhelm Filchner.
- 1913 löschte der Lloyddampfer Elsass Gefrierfleisch am ersten Kühlhaus im Kaiserhafen I, als erste Versuchsladung mit gefrorenen australischen Hammeln.
- 1916, am 23. August, erreichte das Handels-U-Boot Deutschland unter Kapitän Paul König (NDL) nach Durchquerung des Atlantik und Überwinden der Seeblockade der Royal Navy Bremerhaven.[15]
- 1919, am 26. März, mussten alle im Hafen liegenden Handelsschiffe ausgeliefert werden.
- 1920, am 3. Februar, verließ heimlich der an die Niederlande verkaufte 19.802 BRT große Passagierdampfer Johann Heinrich Burchard bzw. dann Limburgia der Tecklenborgwerft den Kaiserhafen, gegen die heftigen britischen militärischen Interventionen, zur Überführung nach Amsterdam. Er lief dann unter den Namen Brabantia und ab 1931 als Reliance.
- 1920, am 18. August, legte nach dem Krieg die 10.058 BRT große amerikanische Susquehanna (bis 1917 Rhein vom NDL) als erstes Passagierschiff im Vorhafen der Kaiserschleuse an.
- 1922, am 12. Februar, konnte der NDL mit dem kombinierten Fracht- und Passagierschiff Seydlitz den Linienbetrieb nach den USA wieder aufnehmen.
- 1922, am 9. März, nahm der NDL mit dem Frachter Schlesien den Ostasiendienst wieder auf.
- 1923, am 3. April, fuhr der 18.940 BRT große Passagierdampfer Ohio der RML im Nordamerikadienst.
- 1923, am 7. März, fand die Wiedereröffnung der Baltimore-Galveston-Linie mit dem Dampfer Erfurt statt.
- 1924, am 22. April, lief das 32.565 BRT große Passagierschiff Columbus nach New York aus. Paul von Hindenburg besucht dabei den damals größten deutschen Passagierdampfer.[16]
- 1925 wurden im Kaiserhafen III erstmals Bananenstauden aus der Karibik angelandet.
- 1929, am 16. Juli, gewann das 51.656 BRT große NDL-Turbinenschiff Bremen IV bei der ersten Fahrt von der Kaje nach New York unter Kapitän Leopold Ziegenbein das Blaue Band in 4 Tagen, 18 Stunden und 17 Minuten bei einer Geschwindigkeit von 27,91 Knoten.
- 1930, am 19. März, folgte der 49.746 BRT große Passagierdampfer, die Europa des NDL; auch sie gewann das Blaue Band in 4 Tagen, 17 Stunden und 24 Minuten.
- 1934, am 14. Juli, legte das erste KdF-Schiff der Deutschen Arbeitsfront (DAF), die 11.430 BRT große Der Deutsche (ex Sierra Morena) vom NDL, von der Kaje mit 1000 Fahrgästen nach Madeira ab.
- 1936, am 28. März, überflog das Verkehrsluftschiff, der Zeppelin D-LZ 129 Hindenburg Wesermünde.
- 1936, am 24. Juli, legt das Linienschiff Schleswig-Holstein während eines Flottenbesuchs an der Kaje an.
- 1936, am 6. September, lief das Walfangmutterschiff Jan Wellem mit seinen sechs Fangbooten zum Walfang in das Südpolarmeer aus. Die drittgrößte Walfangflotte entstand.
- 1939, am 13. Dezember, erreichte die Bremen vom NDL unter Kommodore Adolf Ahrens von New York kommend nach einem Durchbruch im Atlantik über Murmansk schließlich Bremerhaven.
- 1940, am 7. April, liefen zehn Zerstörer zum Unternehmen Weserübung nach Narvik aus. Sie wurden dort versenkt.
- 1941 lief der zum ersten deutschen Fang- und Fabrikschiff moderner Prägung umgebaute Fischdampfer Weser von Bremerhaven aus.

### Nach 1945
- 1945 begann im Dezember an der Columbuskaje wieder der Betrieb. Insgesamt 95 US-Truppentransporter wie anfänglich die General Hary Taylor (87x) seit 1948 die General Simon B. Buckner (141x), General William O. Darby (184x), General Alexander M. Patsch (157x), später die Upshur (mehr als 100x) oder zuletzt die General Maurice Rose (201x) liefen Bremerhaven bis August 1966 an. Eine Vielzahl amerikanischer Frachtern und Kühlschiffen löschten in dieser Zeit im Kaiserhafen fast die gesamte Ausrüstung und Lebensmittel für die US-Amerikaner.[17]
- 1949, am 16. November, löschte nach dem Krieg als erster „Bananendampfer“ die norwegische, 3339 BRT große British Columbia Express 72.000 Büschel Bananen. Von 1949 bis 1985 legten rund 500 Kühlschiffe rund 5000-mal an. Der größte „Bananendampfer“ war die 8413 BRT große Bremerhaven 2 von der Union-Reederei, und mit 162 Reisen machte die Bremerhaven 1 die meisten Anlandungen.[18]
- 1950, am 27. Oktober, legte als erstes Passagierschiff nach dem Zweiten Weltkrieg die Gripsholm von der Svenska-Amerika-Lines an der Kaje an. Sie war ab 1955 die Berlin vom NDL.
- 1951, am 21. April, eröffnete die Greek Line mit der 10.519 BRT großen Neptunia den Liniendienst von Bremerhaven nach Kanada.[19]
- 1951, am 3. November, traf das 26.454 BRT große Dampfturbinenschiff SS Amerika, das damalige Flaggschiff der United States Lines für 1200 Passagiere, ein. 190 Mal machte sie bis 1964 an der Kaje fest.[19][20]
- 1953, am 3. Januar, traf das 53.329 BRT große, neue Fahrgast-, Turbinen- und Flaggschiff, die SS United States der United States Lines ein, die 1928 Passagiere transportieren konnte. Sie gewann als letztes Linienschiff das Blaue Band mit einer Geschwindigkeit von 35,59 Knoten. Sie sollte 167 Mal Bremerhaven bis 1969 anlaufen.
- 1955, am 3. März, wurde in Anwesenheit von Bundespräsident Theodor Heuss das 999 BRT große Fischereiforschungsschiff Anton Dohrn in Dienst gestellt.[21]
- 1954, im Mai, nahm der alte Bäderdampfer Glückauf den Linienverkehr nach Helgoland wieder auf.
- 1955, am 30. April, war die erste Abfahrt der 12.575 BRT großen Seven Seas (ex Nelly) von Bremerhaven.
- 1955 verließ die erneuerte, 17.993 BRT große Berlin (ex Gripsholm) des NDL Bremerhaven.
- Im Herbst 1957 machte der US-amerikanische Flugzeugträger Forrestal im Häfen in Osthafen fest.
- 1958 traf der US-Truppentransporter General G. M. Randall in Bremerhaven ein. Zehntausende Fans begrüßten die Ankunft von Elvis Presley.[22]
- 1959 wurde von der Columbuskaje die 32.336 BRT große Bremen (ex Pasteur) vom NDL auf Reise geschickt.[23]
- 1960 besuchte das damals größte (7.773 ts) und atomgetriebene U-Boot, die Triton der United States Navy, Bremerhaven.
- 1964 machte das erste atomgetriebene Handelsschiff der Welt, die 22.000 ts große Savannah, auf ihrer Jungfernreise in Bremerhaven fest.
- 1964 wurde mit der Ankunft des ersten Erzdampfers, der Inge, mit 30.000 Tonnen Eisenerz aus Schweden der Erzhafen eröffnet.[6]
- 1966, am 9. Januar, erlebten 30.000 Schaulustige die erste Abfahrt der 21.511 BRT großen Europa (ex Kungsholm) des NDL.
- 1966, am 23. Mai, verkehrte erstmals das 7688 BRT große Hochseefährschiff Prins Hamlet von der schwedischen Prinsenlinje nach Harwich. Von 1968 bis 1982 wurden jährlich um die 80 bis 130.000 Passagiere von der Columbuskaje nach England befördert.[24]
- 1966, am 28. Mai, befuhr die 4319 BRT große Roland von Bremen der Bremer Reederei D. Oltmann den Seebäderverkehr nach Helgoland.[25]
- 1966 traf die Bark Seute Deern als letzter hölzerner Großsegler ein und machte im Alten Hafen dauerhaft fest.
- 1966, am 19. November, brach die Berlin (ex Gripsholm) von Bremerhaven auf ihre letzte Reise auf.
- 1967, am 17. April, eröffnete das 22.080 BRT große sowjetische Passagierschiff Alexandr Pushkin der Baltic Shipping Co die Linie Leningrad – Bremerhaven – Montreal
- 1968, am 14. Januar, läuft das bis dahin größte Schiff, der 170.000 BRT (oder tdw) große Tanker Esso Mercia, Bremerhaven an.
- 1968, am 1. Juni, begann in Bremerhaven mit dem ersten Vollcontainerschiff, der 13.384 BRT großen Weser-Express des NDL, eine neue Ära der Containerschifffahrt.
- 1969, am 21. Februar, machte der 16.870 BRT große atomgetriebene Frachter Otto Hahn an der Columbuskaje fest.
- 1969, am 1. November, fuhr das Passagierschiff United States zum letzten Mal von Bremerhaven ab.
- 1970, am 27. Mai, legte das damals größte Passagierschiff der Welt, die 57.607 t große France (ab 1979 Norway), an der Columbuskaje an.
- 1970, am 8. Juni, nahm die Englandfähre Prins Oberon der schwedischen Prinzenlinie ihre Fahrt nach Harwich auf.
- 1972, am 12. Januar, legt zum letzten Mal die Bremen V an der Kaje an; sie wurde verkauft.
- 1973, am 1. Juni, lief das sowjetische, 19.980 BRT große Passagierschiff Mikhail Lermontov von der Baltic Shipping Co Bremerhaven bei seiner Jungfernfahrt an.
- 1975, am 20. Oktober, startete von Bremerhaven aus das 2250 BRT große Fischereiforschungsschiff Walther Herwig zur ersten Antarktis-Expedition der Bundesrepublik.
- 1977, am 25. August, traf das Segelschulschiff der Bundesmarine, die Bark Gorch Fock zu ihrem ersten, viertägigen Besuch in Bremerhaven ein.
- 1978, am 25. Mai legte die königliche Yacht Britannia an der Columbuskaje an. Zum Abschluss ihres Staatsbesuches in Deutschland besuchte Königin Elisabeth II. mit ihrem Ehemann Prinz Philipp Bremerhaven.
- 1980, am 30. April, verließ die bei der Lloyd Werft umgebaute 70.219 BRT große ehemalige France, nunmehr als Norway des Reeders Knut Kloster (Norwegian Cruise Line (NCL)), als Kreuzliner den Hafen. Sie war damals das größte Passagierschiff der Welt.[26]
- 1980, am 14. August, fand die Große Windjammerparade vor über 100.000 Zuschauern auf der Weser statt.
- 1981, vom 6. bis 11. März, war der Flottenbesuch der NATO mit 13 Schiffen des Geschwaders Atlantik.
- 1981, am 4. Oktober, legte letztmals die Europa an der Kaje an. Sie wurde an die Reederei Costa Armatori in Genua verkauft.
- 1982 lief das am 9. Dezember in Dienst gestellte Forschungsschiff Polarstern des Alfred-Wegener-Instituts zu seiner Jungfernreise in die Antarktis aus.
- 1982 verließ für immer die Englandfähre Princ-Oberon Bremerhaven zur Fahrt nach Harwich.
- 1983, am 2. Juni, besuchte das größte Segelschiff der Welt, die sowjetische Viermastbark Sedov Bremerhaven anlässlich der Windjammerparade 1983.
- 1984, am 28. August, verabschiedete sich für immer das sowjetische Kreuzfahrerschiff Alexander Puschkin, die 17 Jahre lang an der Kaje anlegte.
- 1986 wurde die 1988 so benannte, 829 t schwere Bark Alexander von Humboldt nach Bremerhaven überführt.
- 1986 fand erstmals die Sail Bremerhaven statt. Es folgten Sails in den Jahren 1990, 1992 und 1995, bevor man für die Zukunft einen Fünfjahresintervall festlegte.
- 1987, am 26. Januar legte die schwedische Faust (3), einer der größten Autofrachter der Welt mit 6151 japanischen Autos im Nordhafen an. Dieses war weltweit die größte Anzahl transportierter Autos. 200 bis 350.000 exportierte Autos wurden jährlich in den 1980er und 1990er Jahren hier umgeschlagen.[27]
- 1987, am 25. April, wurde das 70.327 BRZ große, von der Lloyd-Werft völlig umgebaute Kreuzfahrtschiff Queen Elizabeth 2 an die Cunard Line ausgeliefert. Diese war der bis dahin größte Umbau eines Passagierschiffes weltweit.
- 2000 fand das Windjammertreffen Sail 2000 während der Expo 2000 statt. Bei der Sail 2010 waren mehr als 240 Schiffe aus 16 Nationen angemeldet und ungefähr 1 Mio. Besucher sahen die Sail.
- 2006 legte das damals größte Containerschiff der Welt, die Emma Mærsk, mit einer Ladekapazität von 11.000 Standardcontainern (TEU) und 170.974 BRZ am Containerterminal an.
- 2009 legte die 90.049 BRZ große Queen Victoria der Cunard Line zweimal in Bremerhaven an.
- 2011 lief die Faust, damals mit 71.583 BRZ größter Autotransporter der Welt, den Überseehafen an.
- 2011 wurde die Alexander von Humboldt II in Bremerhaven getauft. Im gleichen Jahr war die Bounty II beim Hafenfest, sie wurde beim Versuch sie durch die Sportboothafenschleuse zu manövrieren an der Backbordseite beschädigt.
- 2012, am 14. Dezember, löschte erstmals das mit 175.343 BRZ größte Containerschiff der Welt, die CMA CGM Marco Polo in Bremerhaven seine Ladung. Das 396 Meter lange Schiff kann 16.020 TEU transportieren.
- 2015, am 5. März, legte das nunmehr größte Containerschiff der Welt, die MSC Oscar mit 395 Meter Länge, 59 Meter Breite, 192.237 BRZ und 19.224 TEU Kapazität in Bremerhaven an.
- 2018: Vierfachankunft aller Phoenix-Kreuzfahrtschiffe, Amadea, Artania, Albatros und Deutschland an der Columbuskaje.
- 2019, am 19. August, legte das nunmehr größte Containerschiff der Welt, die MSC Gülsün mit 399,9 Meter Länge, 61,55 Meter Breite, 232.618 BRZ und 23.000 TEU Kapazität in Bremerhaven an.